# Psycho Man
Psycho Man (рус. Сумасшедший) — песня группы Black Sabbath с альбома Reunion, была выпущена в США как сингл и достигла 3 места в чарте Hot Mainstream Rock Tracks.
Песня — одна из двух написанных воссоединённым составом специально к сборнику концертных записей. Позже Оззи Осборн включил её в свой сборник Prince of Darkness. Слова и музыка принадлежат Осборну и Тони Айомми, как и песне с того же альбома «Selling My Soul». Это исключительные две песни в репертуаре группы, авторство которых поделено между Айомми и Осборном.
На обложке сингла изображено лицо человека, скомпилированное из частей фотографий музыкантов (слева направо, сверху вниз): Осборн, Батлер, Айомми, Уорд.

## Список композиций
1. Psycho Man (ремикс) — 4:17
2. Psycho Man (редакция для радио) — 4:06
3. Psycho Man (альбомная версия) — 5:23

## Участники записи
- Оззи Осборн — вокал
- Тони Айомми — ведущая гитара
- Гизер Батлер — бас-гитара
- Билл Уорд — ударные

## Места в чартах
| Год  | Чарт                       | Позиция |
| ---- | -------------------------- | ------- |
| 1998 | Hot Mainstream Rock Tracks | 3       |